# Daphnis hayesi
Daphnis hayesi là một loài bướm đêm thuộc họ Sphingidae. Loài này có ở Celebes ở Indonesia.

## Miêu tả
Chiều dài cánh trước khoảng 41–43 mm. Phía trên cánh trước giống của loài Daphnis hypothous hypothous.

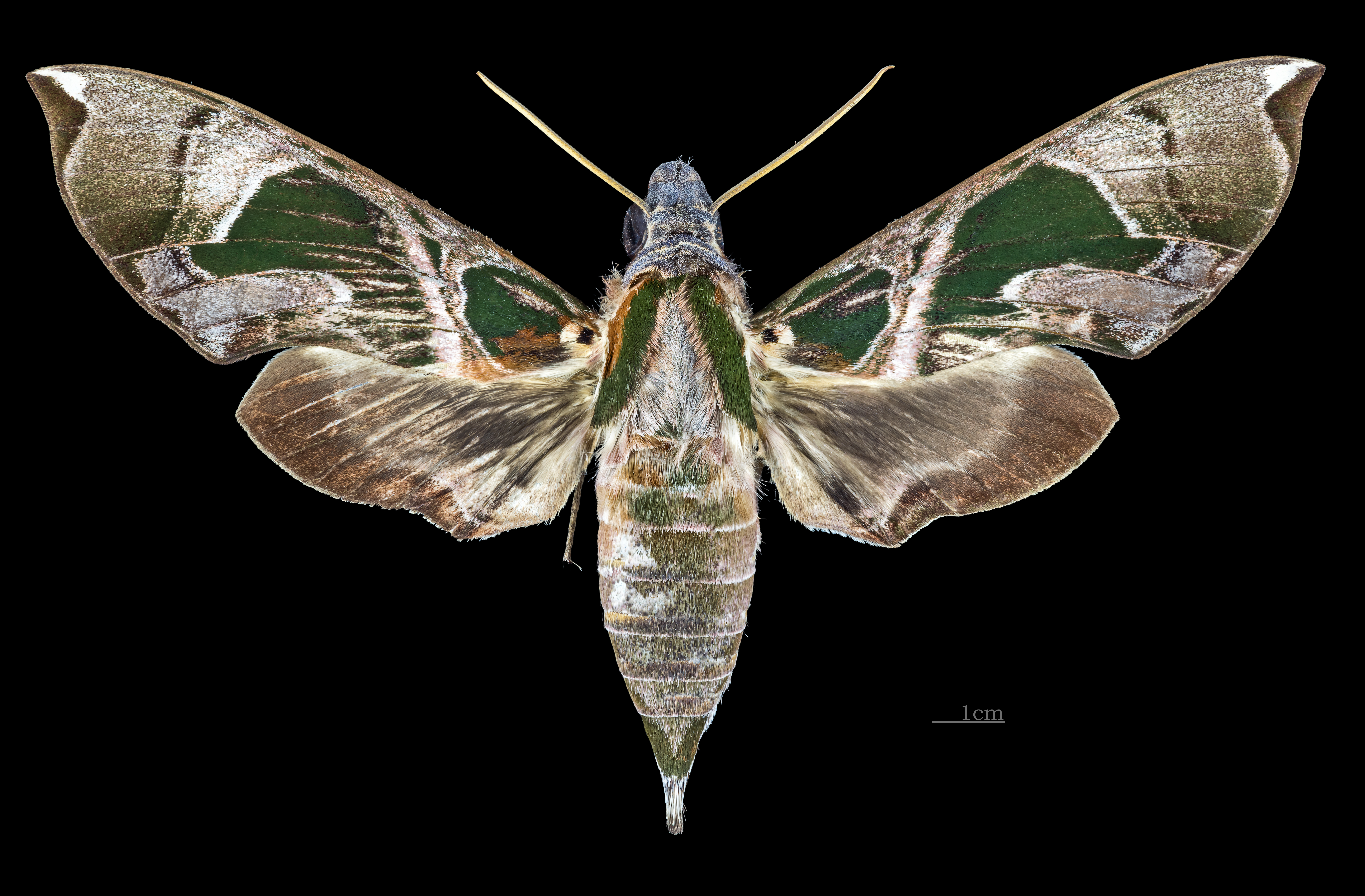
Daphnis hayesi ♀
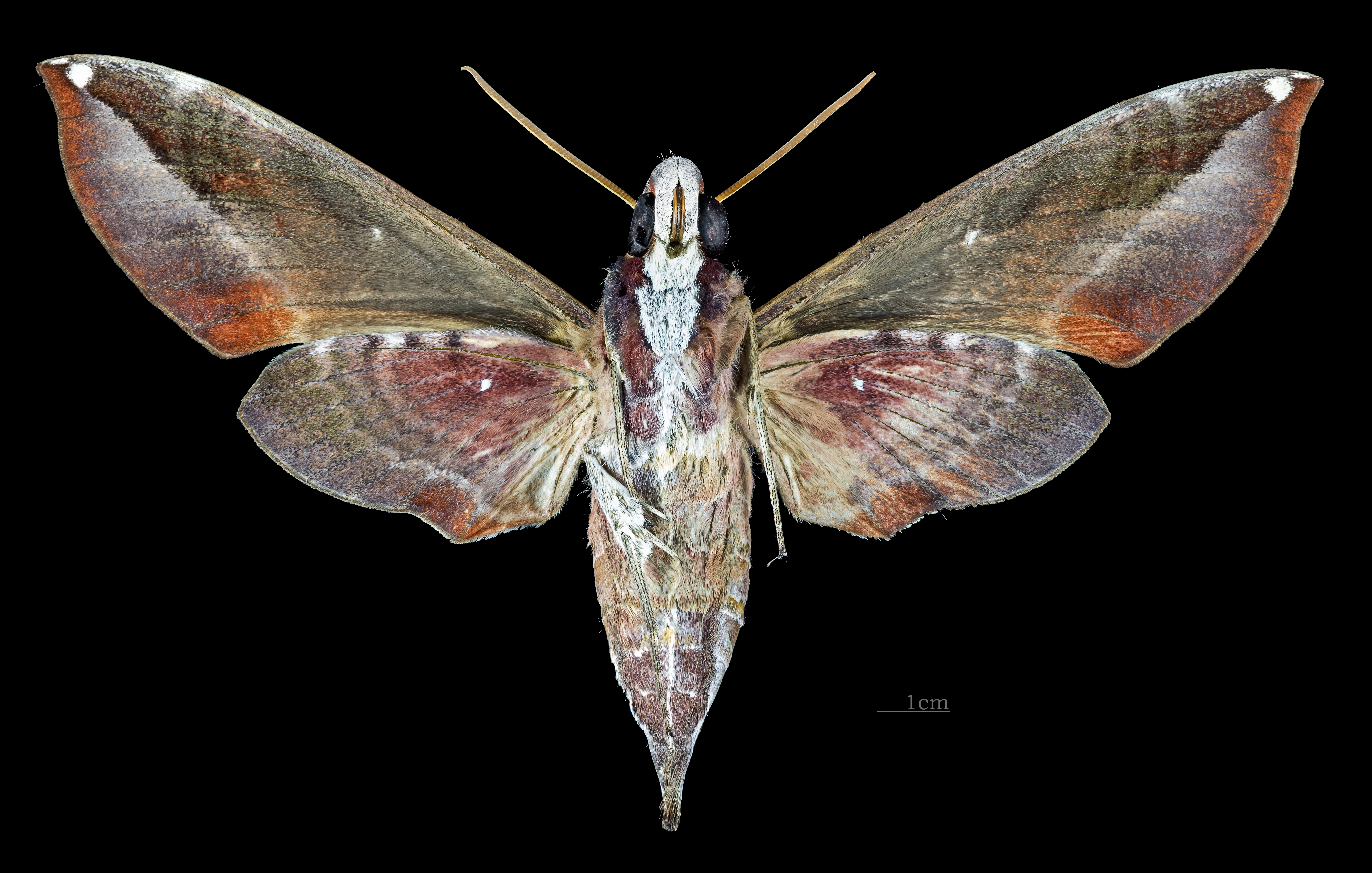
Daphnis hayesi ♀ △